# Champignol malgré lui
Pour les articles homonymes, voir Champignol.
Champignol malgré lui est une pièce de théâtre française de Georges Feydeau écrite en collaboration avec Maurice Desvallières. Elle a été créée le 5 novembre 1892 au théâtre des Nouveautés,, alors situé boulevard des Italiens, à la jonction des 2e et 9e arrondissements de Paris.
Constituée de trois actes, son auteur la décrit comme une « comédie pour 26 personnages – 22 hommes et 4 femmes ».

## Résumé
Un jeune galant, Saint-Florimond, profite de l'absence de Champignol, artiste-peintre, pour faire une cour assidue à l'épouse de ce dernier. Malencontreusement surpris en fâcheuse posture, Saint-Florimond n'a d'autre choix que de se faire passer pour Champignol.  Or, Champignol a omis de se présenter à la caserne dans le cadre de son service militaire.  Saint-Florimond, en tant que Champignol, se fait donc cueillir par les gendarmes.  Mais le vrai Champignol se présente aussi à la caserne.  Les quiproquos ne font que commencer.

## Contexte de création
Champignol malgré lui est la deuxième des trois pièces de Feydeau créées en 1892 après Monsieur Chasse !, mais avant Le Système Ribadier.
Après avoir connu un succès certain en 1886 avec Tailleur pour dames, sa première pièce en trois actes, Feydeau passe par une période difficile.  Les œuvres qui suivent, comme Chat en poche en 1888, L'Affaire Édouard en 1889 ou Le Mariage de Barillon en 1890 sont, au mieux, tièdement accueillies.
Le vent tourne à partir d’avril 1892, alors que Monsieur Chasse !, présenté au Palais-Royal, reçoit un accueil très favorable (114 représentations). Champignol malgré lui, écrit avec Maurice Desvallières, et présenté au Théâtre des Nouveautés à partir du 5 novembre 1892, obtiendra un succès encore plus impressionnant : la pièce sera jouée au-delà de 400 fois.

## Distribution à la création
- Champignol : Germain[4]
- Saint-Florimond : Guy
- Le capitaine Camaret : Abel Tarride
- Célestin : Paul Clerget
- Charnel : Polin
- L'adjudant Ledoux : Poudrier
- Le commandant Fourrageot : Lauret
- Singleton : Samson
- Grosbond : Calvin fils
- Le prince dé Valence : Rablet
- La Fauchette : Cavé
- Belouette : Sarborg
- Badin : Boniface
- Jérôme : Prosper
- Angèle : Jane Pierny
- Charlotte : Netty
- Mauricette : Narlay
- Adrienne : Aumont

## Postérité
Malgré le succès que la pièce a obtenu à sa création, Champignol malgré lui est aujourd’hui un peu oublié et n’a pas la réputation de pièces subséquentes de Feydeau comme Le Dindon, Le Fil à la patte ou L'Hôtel du libre échange.

## Adaptations
La pièce a connu une adaptation cinématographique sous un titre homonyme, Champignol malgré lui, film français réalisé par Fred Ellis et sorti en 1933.